# Tokiharu Abe
Tokiharu Abe (japanska 阿部), född 3 april 1911 i Tokyo, död 9 augusti 1996 i hjärnblödning i samma stad, var en japansk iktyolog. Han arbetade vid Koishikawa Annex i Tokyo universitets universitetsmuseum. Abe blev känd för sina taxonomiska studier på blåsfiskar (Tetraodontidae) från Östasien, och särskilt då släktet Takifugu som han gav en vetenskaplig beskrivning år 1949. Han har beskrivit ytterligare arter och sålunda också givit dem vetenskapliga namn, bland dem Sagamichthys abei, Centroscyllium kamoharai och Fugu obscurus.
Abe var hedersledamot i American Society of Ichthyologists and Herpetologists, en trots namnet internationell vetenskaplig akademi som stödjer vetenskapliga studier inom disciplinerna iktyologi (läran om fiskar) och herpetologi (läran groddjur och kräldjur).
Flera arter, beskrivna av andra iktyologer, har fått sina namn efter Abe, för att hedra hans arbete. Till dem hör bland andra Tetraodon abei och Chaunax abei.